# Genealogia Arnulfi comitis Flandriae
De Genealogia Arnulfi comitis Flandriae is een 10e-eeuwse genealogie van de graven van Vlaanderen en meer bepaald van Arnulf I. De auteur maakte zich kenbaar als pastoor Witgerus, vermoedelijk een geestelijke verbonden aan de Sint-Bertijnsabdij en/of de Sint-Cornelius-en-Sint-Cyprianuskerk van Compiègne. Hij schreef rond het jaar 960.

## Geschiedenis
Het opstellen van de genealogie kaderde in de politiek van graaf Arnulf I om een alliantie te smeden met koning Lotharius. Het document benadrukte hun gemeenschappelijke voorouders. Het eerste deel van de stamboom toonde hoe Lotharius afstamde van Ansbert (en). Het tweede deel verbond Arnulf met deze familie via zijn grootmoeder Judith, de dochter van Karel de Kale. Arnulf zette in de verf dat hij de Sint-Cornelius-en-Sint-Cyprianuskerk had begunstigd, een stichting van Karel de Kale.
Witgers genealogie had geen invloed op de latere afstammingsgeschriften rond het grafelijk huis van Vlaanderen. In de volgende eeuw legde de Genealogia comitum Flandrensium de kiem voor de woudmeesterslegende.

## Uitgaven
- J.-J. De Smet, Recueil des chroniques de Flandre = Corpus chronicorum Flandriae, vol. 1, 1837, p. 42
- L. A. Warnkönig, Flandrische Staat- und Rechtsgeschichte, vol. 3, 1842, p. 197 e.v.
- L.C. Bethmann, "Witgeri genealogia Arnulfi comitis", in: Monumenta Germaniae Historica. Scriptores, vol. 9, 1851, p. 302-304

## Voetnoten
1. ↑  Fraser McNair, "The Young King and the Old Count. Around the Flemish Succession Crisis of 965", in: Belgisch Tijdschrift voor Filologie en Geschiedenis, 2017, p. 150. DOI:10.3406/rbph.2017.9029
2. ↑  Wilma Keesman, De eindeloze stad. Troje en Trojaanse oorsprongsmythen in de (laat)middeleeuwse en vroegmoderne Nederlanden, 2017, p. 485. ISBN 9087045530